# Sossau (Straubing)
Sossau ist ein Stadtteil der niederbayerischen kreisfreien Stadt Straubing.

## Geschichte
Im Jahr 1146 wurde die Vorgängerkirche der Wallfahrtskirche Mariä Himmelfahrt erstmals erwähnt. 
Der Ort gehörte zur Hofmark Hornstorf/Sossau des Klosters Windberg, das 1803 im Zuge der Säkularisation aufgelöst wurde. Die mehrstöckigen Wirtschaftsgebäude der Hofmark stehen als L-förmiger Bau unmittelbar nordöstlich der Kirche.
In den 1960er Jahren entstanden zuerst westlich, dann nördlich des alten Dorfkerns zwei Ortserweiterungen mit Einfamilienhäusern. Erst ab den 1980er Jahren erfolgte eine weitere Erweiterung der Ortsbebauung in Richtung Unterzeitldorn. Das in den 1960er Jahren zunächst als Grundschule entworfene und genutzte Gebäude wurde bereits nach wenigen Jahren zum Kindergarten umgewandelt. Die nächstgelegene Grundschule befindet sich in Parkstetten. 
Bis 1971 war Sossau einer der beiden Ortsteile der ehemaligen Gemeinde Hornstorf im damaligen Landkreis Straubing und liegt in der Gemarkung Hornstorf im Stadtgebiet von Straubing links der Donau.

## Lage
Sossau liegt im Gäuboden im Norden des Straubinger Stadtgebietes nördlich von Donau und Kößnach (Fluss) und wird von der Staatsstraße St 2125 (Wörther Straße) durchschnitten.